# The Shield's Final Chapter
The Shield's Final Chapter fue un evento de WWE World Wrestling y WWE, producido por WWE para sus marcas Raw, SmackDown y 205 Live. Tuvo lugar el 21 de abril de 2019 en el TaxSlayer Center en Moline, Illinois. Este evento marcó la lucha final para The Shield (Dean Ambrose, Roman Reigns y Seth Rollins) como grupo, así como la lucha final de Ambrose en la WWE.

## Antecedentes
La tarjeta se compondrá de coincidencias resultantes de historias escritas de guiones, donde los luchadores retratan a Heel, Faces, o caracteres menos distinguibles en eventos con guion que aumentan la tensión y culminan en un combate de lucha libre o una serie de partidos, con resultados predeterminados por los escritores de WWE en Raw, SmackDown, NXT y 205 Live las cuales son sus marcas. Las historias se producen en los programas semanales de televisión de la WWE,  Monday Night Raw,  SmackDown Live, y cruiserweight - exclusivo  205 Live. <! - y el cruiserweight - exclusivo   205 Live . ->
El 29 de enero de 2019, WWE confirmó que Dean Ambrose había decidido no renovar su contrato que vencía en abril. El mes siguiente, Roman Reigns, quien se tomó un descanso en octubre de 2018 debido a leucemia, volvió él, Seth Rollins, y Ambrose  reunieron el stable   The Shield para una lucha en  Fastlane, donde habían derrotado al equipo de Baron Corbin, Bobby Lashley y Drew McIntyre. Aunque se promocionó como la última lucha de The Shield, se programó otro evento para un encuentro especial llamado The Shield's Final Chapter, con la última lucha de Dean Ambrose en WWE y por ende la última lucha de uno de los equipos más importantes de las últimas décadas de WWE,The Shield.

## Resultados
- Dark Match: Curt Hawkins & Zack Ryder derrotaron a The Revival (Dash Wilder & Scott Dawson) y Aleister Black & Ricochet y retuvieron el Campeonato en Parejas de Raw.
  - Hawkins cubrió a Dawson con un «Roll-up».
- Dark Match: Tony Nese derrotó a Buddy Murphy y retuvo el Campeonato Peso Crucero de la WWE.
  - Nese cubrió a Murphy después de un «Running Knee».
- Dark Match: Lucha House Party (Gran Metalik, Kalisto & Lince Dorado) y Jinder Mahal & The Singh Brothers (Sunil Singh & Samir Singh) terminaron sin resultado.
  - La lucha terminó sin resultado después de que Baron Corbin, Drew McIntyre & Bobby Lashley atacaran a todos los luchadores.
- Dark Match: Alexa Bliss & Lacey Evans derrotaron a Dana Brooke & Nikki Cross.
  - Bliss cubrió a Cross después de un «Bliss DDT».
- Finn Bálor derrotó a Elias y retuvo el Campeonato Intercontinental (6:35).
  - Bálor cubrió a Elias con un «Roll-up».
- Bayley & Ember Moon derrotaron a The Riott Squad (Ruby Riott & Sarah Logan) (con Liv Morgan) (7:15).
  - Moon cubrió a Riott después de un «Eclipse».
- The Shield (Dean Ambrose, Roman Reigns & Seth Rollins) derrotaron a Baron Corbin, Drew McIntyre & Bobby Lashley (14:25).
  - Rollins cubrió a Corbin después de un «Triple Powerbomb».
  - Esta fue la última lucha de The Shield y Ambrose en WWE.